# Новоодеський район
Новооде́ський райо́н — колишній район, що розташовувався в центральній частині Миколаївської області на лівобережжі річки Південний Буг. Площа району становила 1,4 тис. кв. кілометрів (5,7 % території області). На території району знаходилося 42 населених пункти, включаючи районний центр — м. Нову Одесу та 41 село, які підпорядковувалися 17 сільським і 1 міській раді.

## Історія
В існуючих межах утворився 7 березня 1923 року, в складі Миколаївської області з 22 вересня 1937 року. 17 липня 2020 року район було ліквідовано внаслідок адміністративно-територіальної реформи. Увійшов до складу Миколаївського району.

### Політика
25 травня 2014 року відбулися Президентські вибори України. У межах Новоодеського району було створено 39 виборчих дільниць. Явка на виборах складала — 53,28% (проголосували 14 826 із 27 828 виборців). Найбільшу кількість голосів отримав Петро Порошенко — 50,03% (7 418 виборців); Сергій Тігіпко — 11,03% (1 636 виборців), Юлія Тимошенко — 10,81% (1 603 виборців), Олег Ляшко — 5,09% (755 виборців), Вадим Рабінович — 5,01% (743 виборців). Решта кандидатів набрали меншу кількість голосів. Кількість недійсних або зіпсованих бюлетенів — 2,30%.

## Географія
Відстань від районного центру до Миколаєва — 44 км. Район межує з Єланецьким, Вітовським, Баштанським, Вознесенським, Веселинівським та з Миколаївським районом.
Рельєф району переважно рівний. Клімат помірно-континентальний, сухий, ґрунт — причорноморський чорнозем. Корисні копалини представлені, головним чином, покладами будівельних матеріалів — піску, глини, каменю ракушняку, вапняку.
Основними природними рекреаційними ресурсами є річкові пляжі, джерело мінеральної води типу «Ананьївська» в с. Новошмідтівка. До антропогенних ландшафтів, які мають рекреаційну цінність, можна віднести заліснені території поблизу Нової Одеси, Новопетрівського, Зайвого, Баловного, Підлісного, вироблені вапнякові кар'єри — поблизу Михайлівки, лівобережжя Щербанівського водосховища, заповідник «Єланецький степ».
Водні ресурси — 3065 га. Природно-кліматичні умови сприятливі для розвитку сільського господарства.
Сприятливими чинниками географічного положення районного центру є близькість до обласного центру, протікання по його західній околиці р. Південний Буг, пролягання траси міжобласного значення Миколаїв — Криве Озеро Н24 та Миколаїв — Кропивницький Н14, залізничне сполучення Миколаїв — Одеса, розміщення аеропорту «Миколаїв».

## Населення
Розподіл населення за віком та статтю (2001):
| Стать | Всього | До 15 років | 15-24 | 25-44 | 45-64 | 65-85 | Понад 85 |
| --- | ------ | ----------- | ----- | ----- | ----- | ----- | -------- |
| Чоловіки | 17 642 | 3536        | 2700  | 5326  | 4315  | 1695  | 70       |
| Жінки | 19 900 | 3383        | 2564  | 5378  | 5165  | 3121  | 289      |
| \| Статево-вікова піраміда \| Статево-вікова піраміда \| Статево-вікова піраміда \| \| ----------------------- \| ----------------------- \| ----------------------- \| \| Чоловіки \| Вік \| Жінки \| \| 70 \| 85 + \| 289 \| \| 100 \| 80-84 \| 334 \| \| 327 \| 75-79 \| 830 \| \| 601 \| 70-74 \| 1025 \| \| 667 \| 65-69 \| 932 \| \| 1139 \| 60-64 \| 1602 \| \| 744 \| 55-59 \| 947 \| \| 1163 \| 50-54 \| 1248 \| \| 1269 \| 45-49 \| 1368 \| \| 1426 \| 40-44 \| 1456 \| \| 1399 \| 35-39 \| 1366 \| \| 1225 \| 30-34 \| 1303 \| \| 1276 \| 25-29 \| 1253 \| \| 1220 \| 20-24 \| 1211 \| \| 1480 \| 15-20 \| 1353 \| \| 1542 \| 10-14 \| 1429 \| \| 1163 \| 5-9 \| 1145 \| \| 831 \| 0-4 \| 809 \| |        |             |       |       |       |       |          |
| Статево-вікова піраміда |        |             |       |       |       |       |          |
| Чоловіки | Вік    | Жінки       |       |       |       |       |          |
| 70 | 85 +   | 289         |       |       |       |       |          |
| 100 | 80-84  | 334         |       |       |       |       |          |
| 327 | 75-79  | 830         |       |       |       |       |          |
| 601 | 70-74  | 1025        |       |       |       |       |          |
| 667 | 65-69  | 932         |       |       |       |       |          |
| 1139 | 60-64  | 1602        |       |       |       |       |          |
| 744 | 55-59  | 947         |       |       |       |       |          |
| 1163 | 50-54  | 1248        |       |       |       |       |          |
| 1269 | 45-49  | 1368        |       |       |       |       |          |
| 1426 | 40-44  | 1456        |       |       |       |       |          |
| 1399 | 35-39  | 1366        |       |       |       |       |          |
| 1225 | 30-34  | 1303        |       |       |       |       |          |
| 1276 | 25-29  | 1253        |       |       |       |       |          |
| 1220 | 20-24  | 1211        |       |       |       |       |          |
| 1480 | 15-20  | 1353        |       |       |       |       |          |
| 1542 | 10-14  | 1429        |       |       |       |       |          |
| 1163 | 5-9    | 1145        |       |       |       |       |          |
| 831 | 0-4    | 809         |       |       |       |       |          |

Національний склад населення за даними перепису 2001 року:
| Національність | Кількість осіб | Відсоток |
| -------------- | -------------- | -------- |
| українці       | 34361          | 91,52%   |
| росіяни        | 1922           | 5,12%    |
| молдовани      | 518            | 1,38%    |
| білоруси       | 192            | 0,51%    |
| вірмени        | 189            | 0,50%    |
| інші           | 361            | 0,96%    |

Мовний склад населення за даними перепису 2001 року:
| Мова       | Кількість осіб | Відсоток |
| ---------- | -------------- | -------- |
| українська | 34696          | 92,42%   |
| російська  | 2228           | 5,93%    |
| молдовська | 297            | 0,79%    |
| вірменська | 146            | 0,39%    |
| білоруська | 66             | 0,18%    |
| інші       | 110            | 0,29%    |

Станом на січень 2015 року кількість мешканців району становила 33 759 осіб, з них міського населення — 12 164 (власне Нова Одеса), сільського — 21 595 осіб.

## Соціальна сфера
У районі діяло 8 відділень банківських установ, які мали розгалужену мережу в сільській місцевості. Функціонувало 33 заклади клубного типу, музична школа, 7 музеїв, 28 бібліотек, 2 парки культури та відпочинку. В м. Нова Одеса функціонував районний стадіон «Колос».

## Пам'ятки
Об'єктами туристичного інтересу є:

Монумент на Кургані Слави в Новій Одесі

- Курган Слави (м. Нова Одеса, висота 25 метрів) — символічна могила воїнів, що загинули у Другій світовій війні в боях за визволення м. Нова Одеса. Вінчає пагорб монументальна фігура воїна, що закарбував солдата в динамічному русі під час бою. Скульптори Ю. Макушин, І. Макушина, архітектор А. Кавун. Відкрито пам'ятник у 1975 р.
- Церква к. XIX — поч. ХХ ст. в с. Гурївка;
- Історичні музеї та музеї бойової слави.